# Film Noir (album)
Film Noir este ce al 22-lea album muzical al compozitoarei și interpretei Carly Simon, cel de-al 19-lea album al său de studio și cel de-al treilea dedicat genului standard. A fost lansat în 1997. A fost produs de Carly Simon și co-produs de Jimmy Webb, care a contribuit ca vocalist, orchestrator și pianist la ceea ce a urmat să devină un film documentar al proiectului (care a fost prezentat în septembrie 1997). Jimmy Webb a fost co-autor al cântecului "Film Noir" împreună cu Simon. John Travolta realizează un duet cu Simon în cântecul "Two Sleepy People".

## Lista cântecelor
1. "You Won't Forget Me" (K. Goell/F. Speilman) — 2:52
2. "Ev'ry Time We Say Goodbye" (C. Porter) — 4:33
3. "Lili Marlene" (M. David/N. Schultze/H. Leip) — 3:41
4. "Last Night When We Were Young" (E.Y. Harburg/H. Arlen) — 4:42
5. "Spring Will Be A Little Late This Year" (F. Loesser) — 3:34
6. "Film Noir" (J. Webb/C. Simon) — 3:35
7. "Laura" (J. Mercer/D. Raksin) — 4:44
8. "I'm A Fool To Want You" (F. Sinatra/J. Herron/J. Wolf) — 3:32
9. "Fools Coda" (T. Zito) — 1:13
10. "Two Sleepy People" (F. Loesser/H. Carmichael) — 3:37
11. "Don't Smoke In Bed (W. Robison) — 2:54
12. "Somewhere In The Night" (J. Myrow/M. Gordon) — 3:29